# Natuurpark Hauts-Pays
Het Natuurpark Hauts-Pays is een natuurpark in de Belgische provincie Henegouwen. Het paalt in het westen en zuiden aan het Franse Noorderdepartement. Het werd op 20 juli 2000 als dusdanig erkend.

## Grondgebied
Het natuurpark is 15700 hectare groot en heeft 20.000 inwoners. Het ligt op het grondgebied van de gemeenten:
- Honnelles: volledig
- Quévy: volledig
- Colfontaine: enkel het Bos van Colfontaine
- Dour: de deelgemeenten Blaugies, Wihéries, een deel van Dour zelf (Petit-Dour) en een deel van Elouges.
- Frameries: de deelgemeenten Sars-la-Bruyère, Noirchain en een deel van Eugies
- Quiévrain: de deelgemeenten Baisieux en Audregnies

## Landschappelijke waarde
De landschappelijke waarde van het gebied is hoog. Er zijn geen belangrijke storende elementen zoals bedrijvenzones of hoogspanningslijnen. Het landschap is ook duidelijk verschillend van de omgeving ervan, en dus ook van wat de bevolking van de omliggende centra ( zoals Mons, Borinage of Valenciennes ) gewoon is. De loofbossen (Bois d'Angre, Bois de Colfontaine), snelstromende riviertjes (Honnelle) en beken, watervalletjes, diepe valleien, rotspunten (Caillou-qui-bique), dorpjes die zich in een vallei verbergen of zich juist op een heuveltop bevinden zijn ongewoon voor hen. Daardoor oefent het gebied een grote aantrekkingskracht uit op de bevolking uit het omliggende.
De gebouwen in dit landelijke gebied zijn in belangrijke mate oudere constructies in de traditionele stijl van de Tournaisis. Vaak worden ze opgekocht en gerestaureerd door eigenaars van buiten het gebied. Een deel van het gebied is Europees beschermd als Natura 2000-gebied 'Haut-Pays des Honnelles'.

## Afbeeldingen

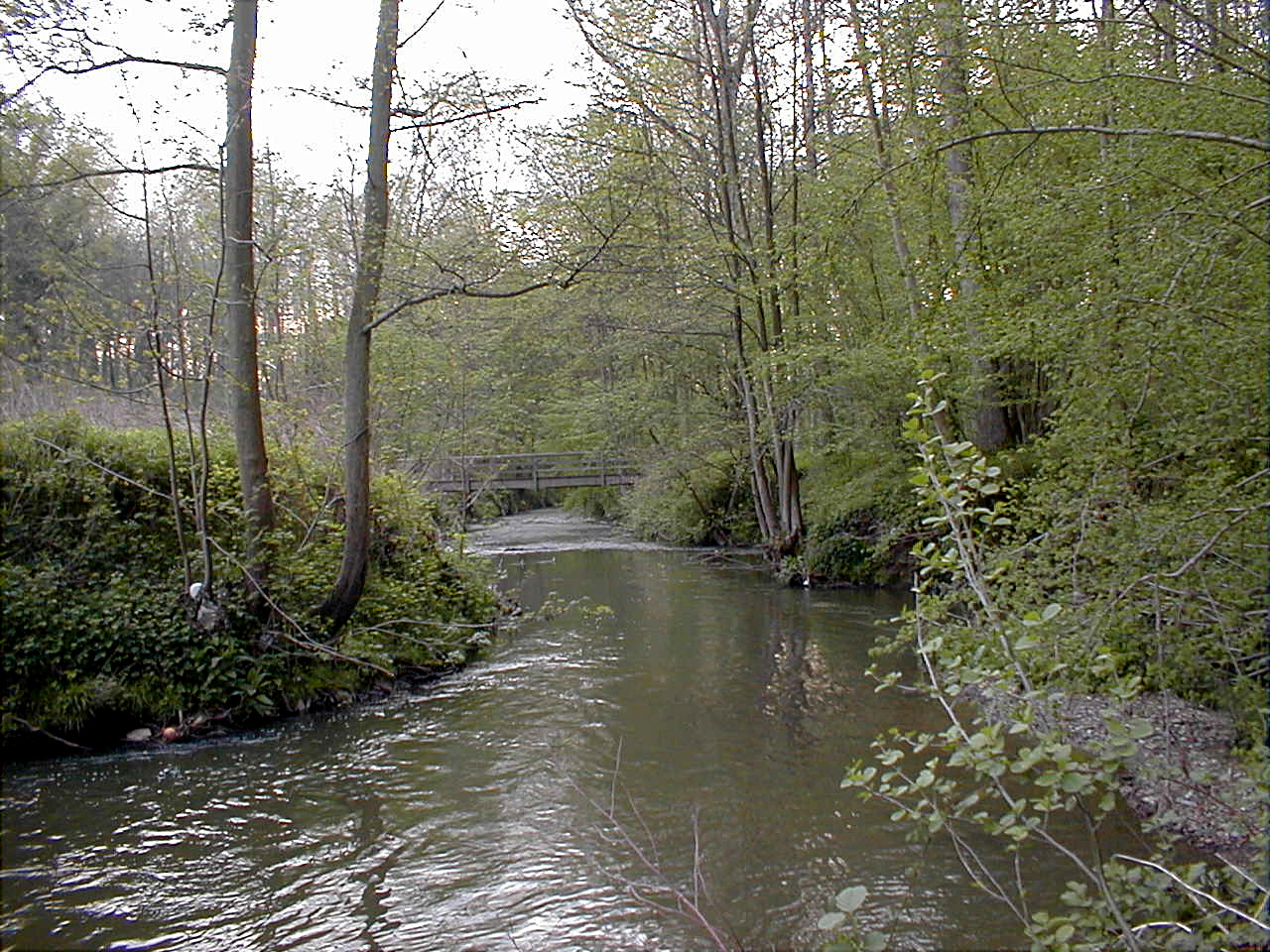
Grande Honnelle
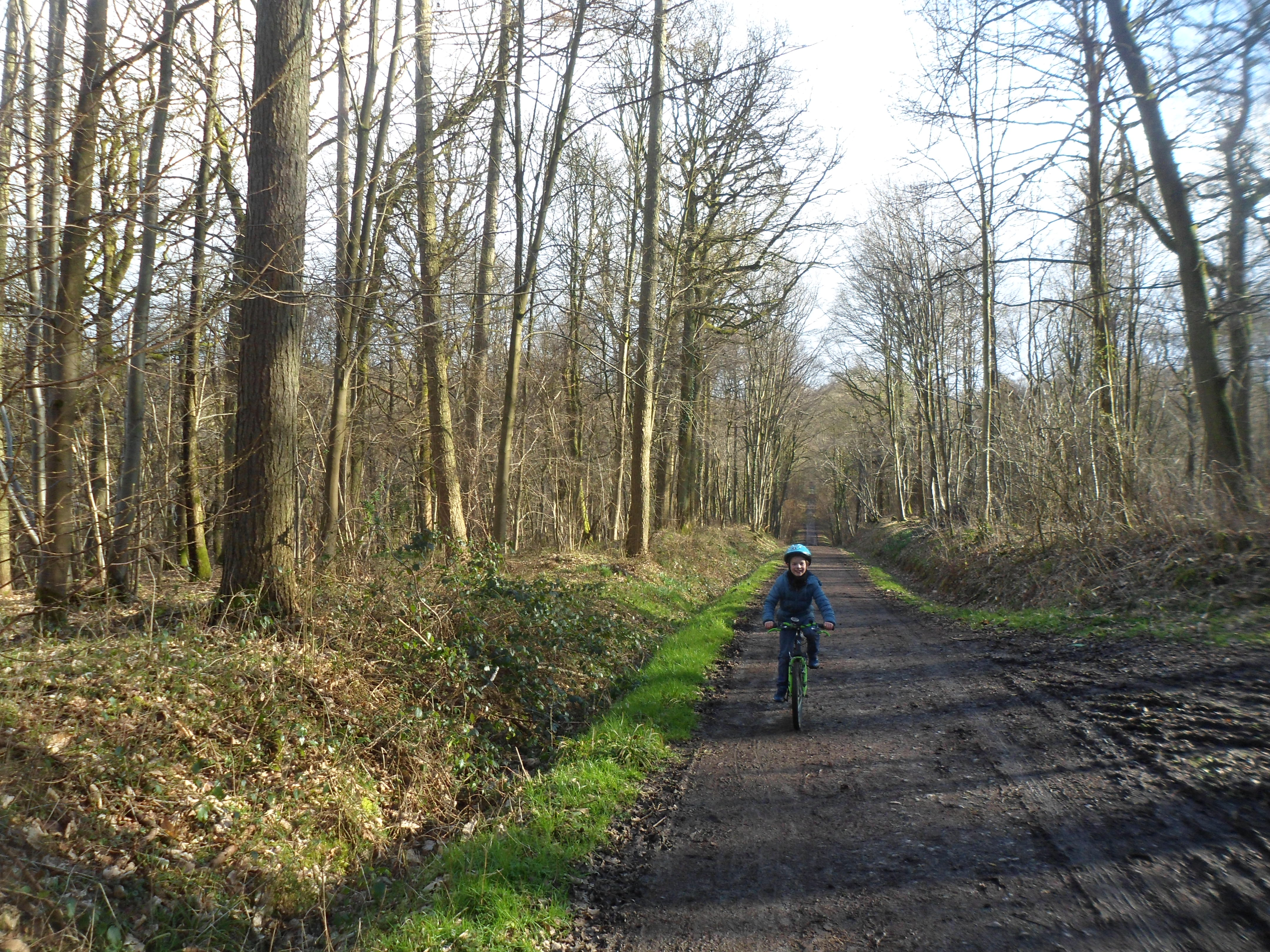
Bos van Colfontaine
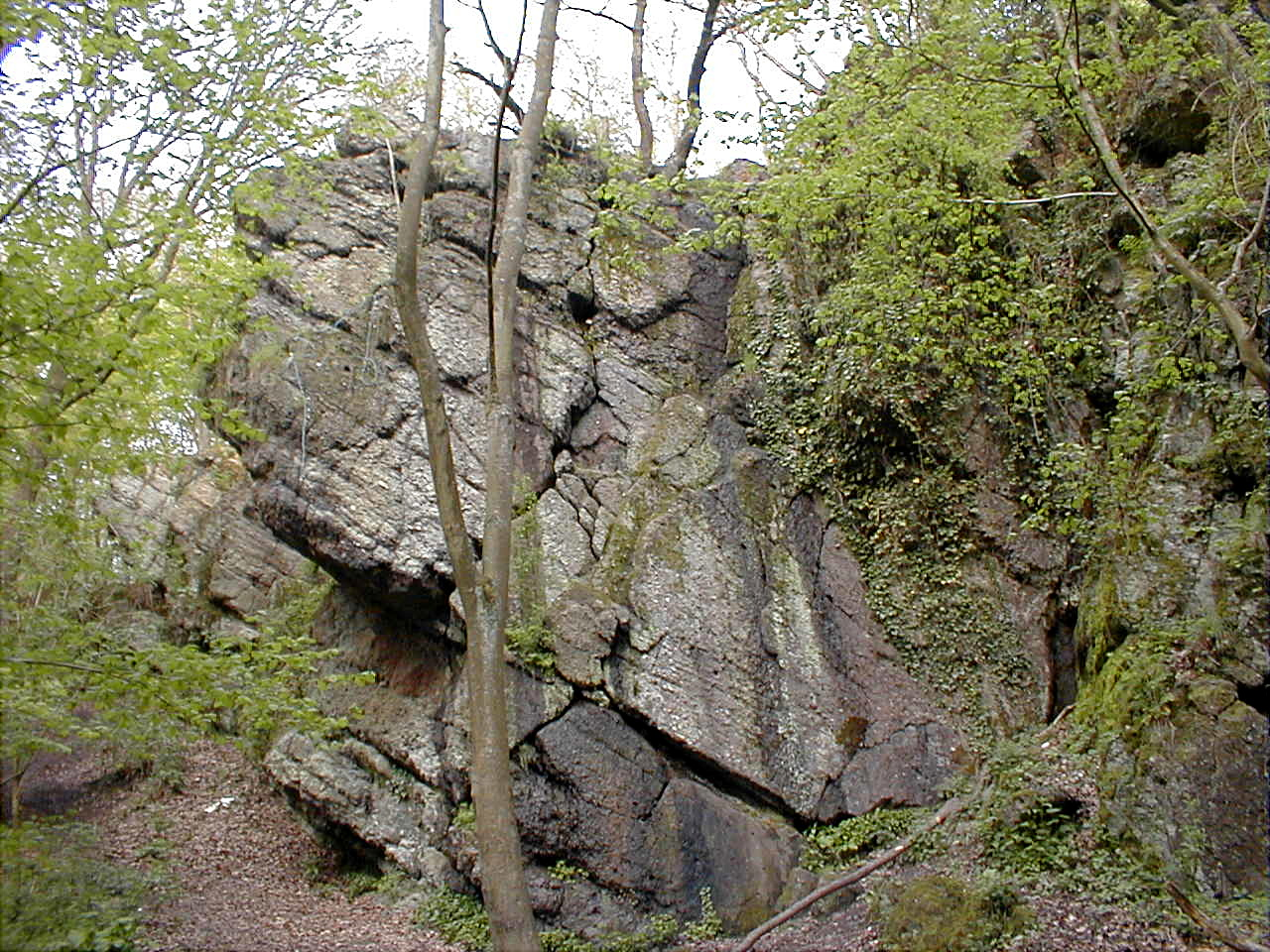
Caillou-qui-bique
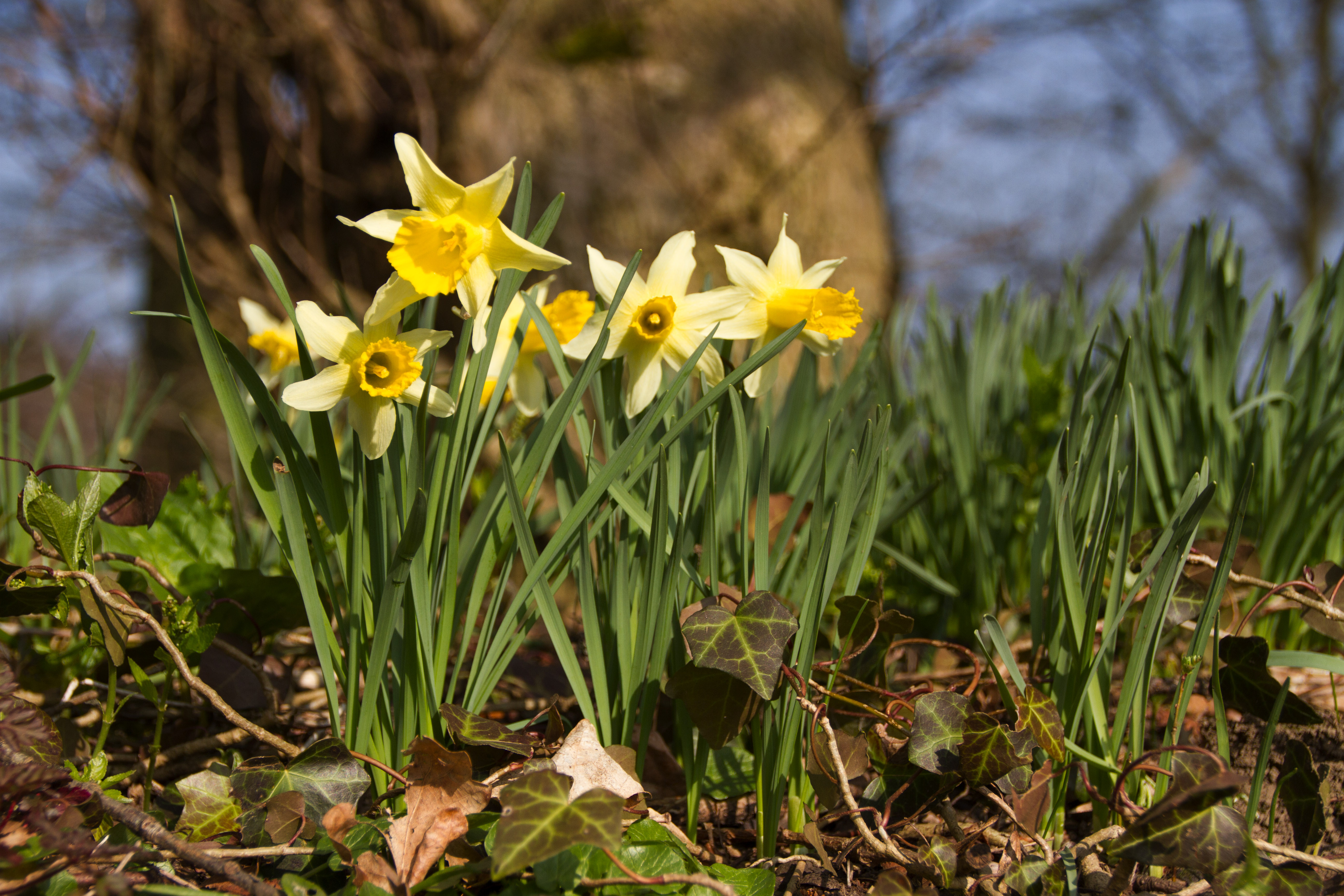
Narcissen in het Bois d'Angre